# Wei Yilin
Wei Yilin (chinois : 危亦林 ; pinyin : Wēi Yìlín) (vers 1277–1347) était un médecin et chirurgien chinois qui a vécu sous la dynastie mongole des Yuan. Il a compilé le traité médical Shiyi Dexiaofang et inventé une méthode de suspension pour réduire les articulations disloquées et les fractures.

## Histoire
Wei Yilin est né dans une famille de médecins. Son arrière-grand-père était un éminent médecin, et son père, son oncle, son grand-père et son grand-oncle étaient tous formés en médecine. Wei est devenu un érudit et a rejoint l'Académie Impériale de Médecine. Il a travaillé comme formateur pour une école de médecine située à Nanfeng, Jiangxi.
Wei est surtout connu comme médecin orthopédiste pour avoir compilé le traité médical Shi yi de xiao fang (世醫得效方) ou Formules efficaces et éprouvées par les médecins depuis des générations. Ce livre est un recueil de prescriptions concernant « les maladies infantiles, la médecine interne, l'ophtalmologie, les maladies ORL, la stomatologie, les blessures de guerre, les ulcères et les furoncles ». Wei est aussi connu pour avoir utilisé des anesthésiques pour ses interventions chirurgicales. Il a également mis au point une nouvelle technique pour réduire les articulations disloquées à l'aide d'une méthode de suspension. L'historien George Lane la compare à une technique similaire adoptée par les médecins occidentaux en 1927.
La préface de Wei Yilin pour le Shi yi de xiao fang fut écrite en 1337. En 1339, le traité fut imprimé par le Bureau de l'Inspecteur de la santé publique du Jiangxi et envoyé au Collège médical national. Le livre était accompagné d'une préface du Collège Impérial de Médecine et d'une liste de vingt-quatre autorités médicales dudit collège. L'objectif probable de cette liste était de donner une crédibilité au livre, dont le Collège national de médecine a approuvé la publication.
Le traité a été bien reçu, et le Circuit de Jianning a commencé à imprimer le livre pour répondre à la demande populaire. L'édition "Jianning" de ce recueil comprenait une préface de Chen Zhi (陳志), qui était le superviseur du Bureau de l'inspecteur en santé publique du circuit. Ce livre a traversé les siècles et on trouve un exemplaire du Shi yi de xiao fang à la Bibliothèque du Congrès des États-Unis.